# Gabriella Palm
Gabriella Catherine Palm (* 20. Mai 1998 in Brisbane) ist eine australische Wasserballspielerin. Sie gewann 2024 eine olympische Silbermedaille, bereits 2019 hatte sie Weltmeisterschaftsbronze erkämpft.

## Sportliche Karriere
Die 1,82 Meter große Gabriella Palm graduierte 2022 an der University of Queensland. Sie spielt 2024 für Queensland Thunder in Brisbane. Palm nahm 2016 an der Jugendweltmeisterschaft und 2017 an der Juniorenweltmeisterschaft teil, die australische Mannschaft erreichte in beiden Fällen nicht das Viertelfinale.
Bei der Weltmeisterschaft 2019 trat Palm erstmals mit der australischen Nationalmannschaft bei einem großen Turnier an. Sie bildete zusammen mit der erfahrenen Lea Yanitsas das Torhüterinnen-Duo. Die Australierinnen bezwangen im Viertelfinale die Russinnen mit 9:7 und verloren das Halbfinale gegen die Mannschaft aus den Vereinigten Staaten mit 2:7. Im Spiel um Bronze siegten die Australierinnen mit 10:9 gegen die Ungarinnen. Das olympische Wasserballturnier in Tokio wurde wegen der COVID-19-Pandemie von 2020 nach 2021 verschoben. Erneut bildeten Yanitsas und Palm das Torhüterinnen-Duo. Die Australierinnen unterlagen im Viertelfinale der russischen Mannschaft mit 8:9 und belegten letztlich den fünften Platz.
Ab 2022 war Genevieve Longman in der Nationalmannschaft Ersatztorhüterin hinter Gabriella Palm. Bei der Weltmeisterschaft in Budapest belegten die Australierinnen den sechsten Platz. 2023 bei der Weltmeisterschaft in Fukuoka gewannen die Australierinnen im Viertelfinale gegen die Griechinnen. Im Halbfinale verloren sie gegen die Spanierinnen mit 10:12. Im Spiel um den dritten Platz unterlagen sie den Italienerinnen mit 14:16. 2024 verloren die Australierinnen bei der Weltmeisterschaft in Doha im Viertelfinale gegen das Team aus den Vereinigten Staaten und belegten letztlich den sechsten Platz. Ein halbes Jahr später erreichte die australische Mannschaft beim olympischen Wasserballturnier in Paris das Halbfinale durch einen Viertelfinalsieg über die Griechinnen. Im Halbfinale bezwangen die Australierinnen das Team aus den Vereinigten Staaten nach Penaltyschießen. Während des gesamten Spiels hatte Gabriella Palm das Tor gehütet. Nachdem Palm beim Penaltyschießen die ersten zwei Schüsse nicht verteidigen konnte, wurde Longman eingewechselt und konnte die nächsten drei Würfe ebenfalls nicht parieren. Danach kehrte Palm beim Stand von 6:5 zurück und hielt den entscheidenden Wurf von Maddie Musselman. Im Finale unterlagen die Australierinnen den Spanierinnen mit 9:11. Palm hütete das Tor im gesamten Finale und wehrte 7 von 18 Würfen ab.